# Muhammad al-Mudiyahki
Muhammad al-Mudiyahki (arabisch محمد المضيحكي, DMG Muḥammad al-Muḍiyaḥkī, häufig Mohamad Al-Modiahki, beim Weltschachbund FIDE Mohammed Ahmed Al-Mudahka; * 1. Juni 1974 in Katar) ist ein katarischer Schachmeister und der erste Großmeister seines Landes.

## Leben
Seinen ersten internationalen Erfolg feierte al-Mudiyahki 1986, als er Vierter bei der Jugendweltmeisterschaft U12 wurde. Bis zum Ende der 1980er Jahre gelang ihm der Sprung an die Spitze der katarischen Spieler. Seit Mitte der 1990er Jahre ist er der unbestritten beste Spieler seines Landes. 1998 verlieh ihm die FIDE den Großmeistertitel. Viermal nahm er an der FIDE-K.-o.-Weltmeisterschaft teil, wobei er jedes Mal in der ersten Runde ausschied: gegen Ruslan Ponomarjow (Las Vegas 1999), Alex Yermolinsky (Neu-Delhi 2000), Judit Polgar (Moskau 2001) und gegen Zoltán Almási (Tripolis 2004).
Zu den größten Erfolgen seiner internationalen Karriere zählen Turniersiege in Agadir 1997, Tunis 1997, Andorra 1999. Außerdem geteilte erste Plätze in Kalkutta 1995 und Benasque 1997. Al-Modiahki gewann viermal (1997, 1999, 2000 und 2001) das Zonenturnier der arabischen Länder, außerdem siegte er bei den Meisterschaften der arabischen Länder in den Jahren 1994, 1997, 2000 und 2002 (geteilt mit Hicham Hamdouchi). 1993 erhielt er die Goldmedaille für sein Ergebnis bei der Asiatischen Mannschaftsmeisterschaft in Malaysia.
Für seine sportlichen Erfolge verlieh ihm der Arabische Schachverband den Titel „Spieler des Jahrhunderts der arabischen Länder“. Seit 2001 ist Großmeister al-Mudiyahki mit der chinesischen Weltmeisterin der Jahre 2001 bis 2004 Zhu Chen verheiratet. Beide werden vom moldawischen Spitzenspieler Viktor Bologan trainiert.

## Nationalmannschaft
Seit 1988 nahm er zwölfmal (davon elfmal am ersten Brett) für Katar an der Schacholympiade teil, wobei er 1996 und 1998 das beste Einzelergebnis am Spitzenbrett erreichte, 1994 und 2002 das drittbeste. Außerdem nahm er mit Katar teil an den asiatischen Mannschaftsmeisterschaften 1991, 1993 und 1995, an den Schachwettbewerben der Asienspiele 2006 und 2010, an den Schachwettbewerben der Hallen-Asienspiele 2007 und 2009, an den Schachwettbewerben der Panarabischen Spiele 2007 und 2011 und an den Mannschaftsmeisterschaften des Golf-Kooperationsrates 2005, 2006, 2007 und 2008, die er alle mit Katar gewann.

## Vereine
In der chinesischen Mannschaftsmeisterschaft spielte er 2005 für Jiangsu Netcom, die arabische Vereinsmeisterschaft gewann er 2002 mit Doha.